# عصبة الدفاع عن اليهود
عصبة الدفاع عن اليهود (بالإنجليزية: (JDL) Jewish Defense League)‏ هي منظمة سياسية دينية يمينية متطرفة يهودية التي تأسست بهدف «حماية اليهود من معاداة السامية بأي طريقة ضرورية».، بينما تؤكد المجموعة أنها «تدين بشكل قاطع الإرهاب» وتنص على أن لديها «سياسة صارمة بعدم التسامح ضد الإرهاب وأي أعمال أخرى جنائي». كانت مصنفة ضمن مجموعة الإرهاب اليميني من قبل مكتب التحقيقات الفيدرالي في عام 2001 وأُعتبرت كمجموعة كراهية من قبل مركز قانون الحاجة الجنوبي. تورطت العصبة طبقًا لمكتب التحقيقات الفيدرالي في الكثير من المؤامرات والاعدامات ومارست الإرهاب الداخلي في الولايات المتحدة.